# 太田南バイパス
太田南バイパス（おおたみなみバイパス）は、茨城県常陸太田市を通る国道349号線のバイパスである。

## 概要
常陸太田市の市街を通り、国道349号旧道の東側に平行する位置にある。常陸太田市では、国道293号と共に同市のメインストリートとなっており、1999年の久慈川を渡河する幸久大橋を含む区間開通によって全線開通（暫定2車線）し、これをもって本バイパスが国道349号の現道となっている。2021年1月、2車線から4車線へ改築する那珂常陸太田拡幅事業（平成24年度事業化）が完成し、太田南バイパスを含む那珂市杉 - 常陸太田市瑞龍町の10.4 km区間が全線4車線で開通した。
- 延長：6.9 km（那珂市額田北郷 - 常陸太田市瑞龍町）[2]。
- 幅員：25.0 m/車道部13.0 m（計画4車線）
- 都市計画道路名：
  - 水戸・勝田都市計画道路 3・3・71号 中台・額田線[3]
  - 日立都市計画道路 3・3・81号 下河合・瑞竜線[3]

## 歴史
- 1981年（昭和56年）4月23日：都市計画決定[3]。
- 1988年（昭和63年）7月5日：常陸太田市山下町（三才町交差点） - 同市金井町（金井町交差点）の区間が開通[4]。
- 1991年（平成3年）9月30日：常陸太田市磯部町（磯部町東交差点） - 同市山下町（三才町交差点）の区間が開通[5]。
- 1992年（平成4年）12月3日：那珂郡那珂町大字額田北郷 - 常陸太田市磯部町間のバイパスの一部区間（2.75 km）を新設する道路区域が決定[6]。
- 1992年（平成4年）12月18日：常陸太田市西宮町（金井町交差点） - 常陸太田市馬場町（馬場町坂下東交差点）のバイパスの一部区間が開通[7]。
- 1999年（平成10年）3月8日：那珂郡那珂町大字額田（額田北交差点） - 常陸太田市磯部町（磯部町東交差点）の幸久大橋を含む残存区間が供用され、太田南バイパスが全線開通する[8]。
- 2014年（平成26年）7月2日：国道293号交差点 - 市役所交差点の区間（約1.3 km）を4車線化供用開始[9]。
- 2015年（平成27年）3月23日：常陸太田市金井町（市役所交差点） - 同市中城町（はたそめ入口交差点）の区間（約800 m）を4車線化供用開始[9][10]。
- 2018年（平成30年）8月23日：那珂市額田北郷 - 同市磯部町の幸久大橋を4車線化供用開始[11]。
- 2020年（令和2年）4月15日：常陸太田市磯部町 - 常陸太田市三才町を4車線化供用開始[12]。

## 道路施設
- 幸久大橋（久慈川、那珂市額田北郷 - 常陸太田市下河合町）
- 新渋江橋（渋江川、常陸太田市谷河原町 - 同市磯部町）
- 新源氏橋（源氏川、常陸太田市磯部町 - 同市三才町）
- 三才跨線橋（旧日立電鉄線、常陸太田市三才町）

## 通過する自治体
- 那珂市
  - 額田北郷 -
- 常陸太田市
  - 下河合町 - 谷河原町 - 磯部町 - 三才町 - 山下町 - 木崎二町 - 金井町 - 西宮町 - 塙町 - 内堀町 - 中城町 - 栄町 - 馬場町 - 瑞竜町

## 交差する道路
- 国道349号旧道（那珂市額田北郷 額田北交差点）
- 茨城県道157号下土木内常陸太田線（常陸太田市磯部町 磯部町東交差点）
- 国道293号（常陸太田市三才町/山下町 三才町交差点）
- 茨城県道61号日立笠間線（常陸太田市金井町 - 西宮町 金井町交差点）
- 茨城県道29号常陸太田那須烏山線（常陸太田市馬場町 馬場坂下交差点）